# Jean Groffier

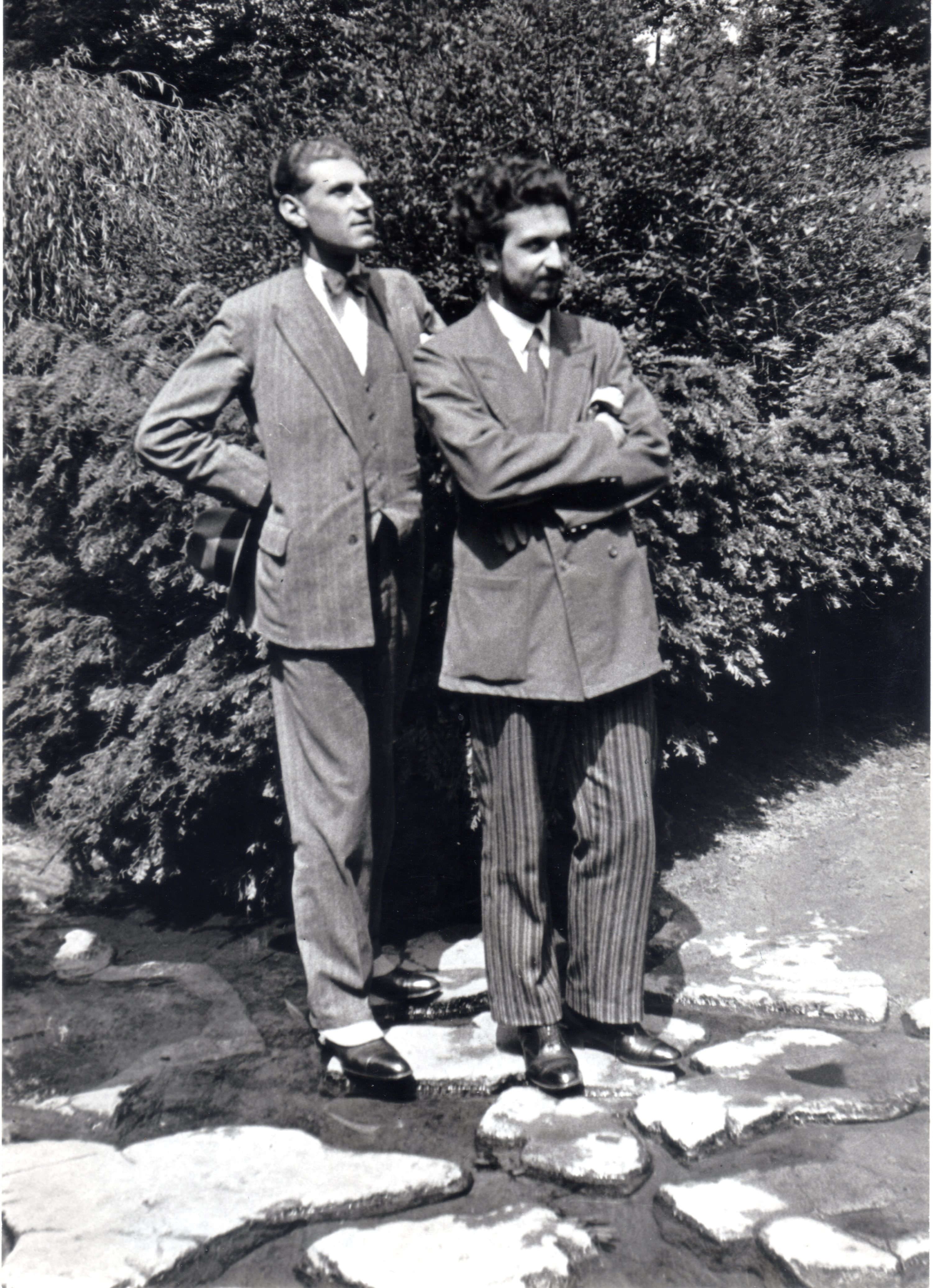
De gauche à droite : l'architecte Léon van Dievoet (1907-1993) et Jean Groffier au Parc Josaphat à Schaerbeek, le 23 juillet 1933.

Jean Groffier est un poète, romancier et dramaturge belge orientalisant, né à Liège le 10 juillet 1908 et mort le 7 septembre 1989 à Castellet (Vaucluse), où il s’était établi.

## Famille
Jean Groffier, est le fils de Charles Groffier, docteur en sciences, « chimiste à l'État » (assistant au laboratoire d'analyses de l'État à Gembloux), puis « directeur de la station de chimie de Gembloux », né à Vosne-romanée, département de la Côte-d'Or, France, et de son épouse Jeanne Marie Françoise Danhieux, née à Schaerbeek, domiciliés lors de sa naissance, rue de la Liberté, 13, à Liège. Ses parents s'étaient mariés à Schaerbeek en 1907. Ils y divorcèrent en 1923 alors que Jean était adolescent
.
Il est le frère du peintre luministe Didier Groffier.

## Biographie
À l’époque de ses premières créations littéraires, il habitait la commune bruxelloise de Schaerbeek, avec sa mère née Jeanne Danhieux, dans une pittoresque maison au style éclectique du 11, rue Fontaine d'Amour qui fut dans l'entre-deux-guerres un lieu « tout bruissant de romanciers, poètes, dessinateurs, belges et étrangers. Ils étaient enthousiastes, idéalistes, anti bourgeois et avaient promis, dans le manifeste de la revue Tribune, de "rester purs" ».
Après la Deuxième Guerre mondiale, il s'occupa de tourisme culturel et participa à la création de la Fédération internationale des journalistes et écrivains du tourisme (FIJET) en 1954. L'année suivante, il fut engagé par l'UNESCO où il fut chargé de la diffusion du Courrier de l'UNESCO.

## Œuvre
Passionné par la civilisation orientale et sémitique il montrait le même enthousiasme pour le jeune mouvement sioniste que pour la civilisation arabo-musulmane qui pour lui n’étaient en rien contradictoires mais au contraire étaient unis par une origine commune.
C’est ainsi que sortirent de sa plume deux essais intitulés Pour une Palestine juive et indépendante et À la recherche d’une psychologie musulmane.
Ce thème orientalisant fut le sujet principal de certaines de ses poésies, mais surtout de ses romans et de son théâtre.

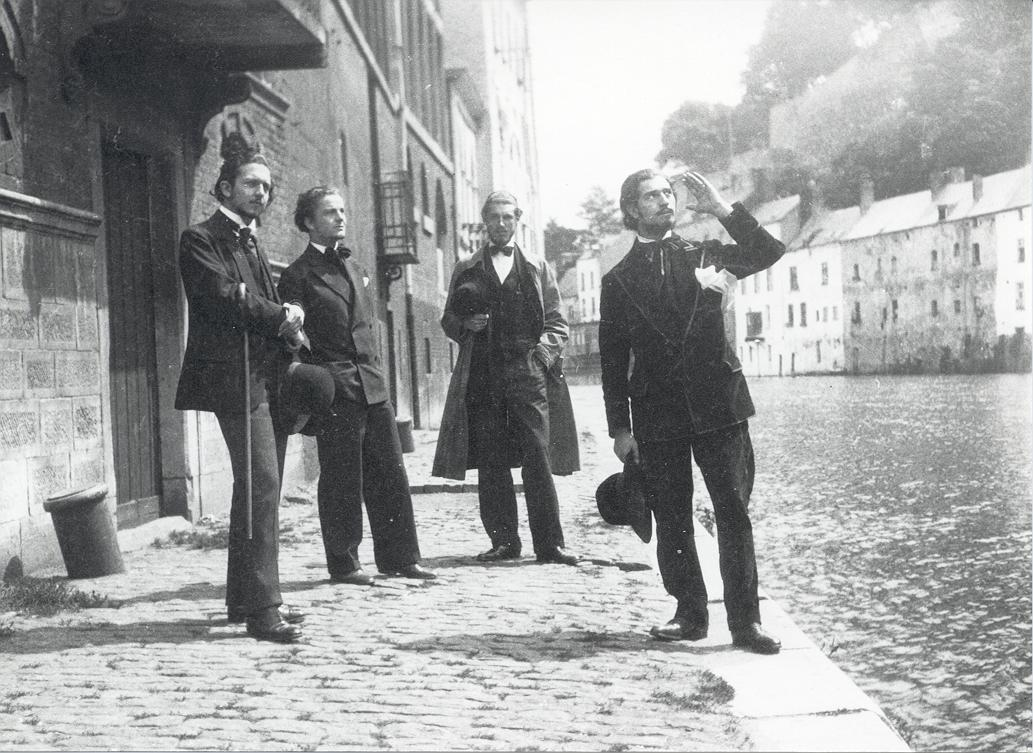
Groupe à Namur: de gauche à droite: le poète Jean Groffier, un inconnu, l'architecte Léon van Dievoet et le sculpteur Carlo Lambert regardant le ciel (27 juillet 1930).

En 1928 toutefois, il publia un recueil de vers et de prose, Premiers parfums, d’inspiration romantique dans lequel, à part Parfums d’Orient, l’orientalisme n’apparaît pas encore, tout comme dans Les Chansons d’Ethel (1936) recueil de poèmes en prose.
En 1929, son livre Aquarelles orientales, contenant deux comédies (La Fille du Pacha et Le Médecin du désert) est désormais totalement consacrée au monde arabo-musulman. L’auteur, pour donner une touche locale, nous indique que les deux héroïnes Nifritima et Babarim jouent « le visage voilé ».
Il fut également fort marqué par l’œuvre de Nicolas-Remi Brück (1818-1870) et de Charles Henri Lagrange (1851-1932) concernant l'influence du magnétisme terrestre, les lois mathématiques de la Bible et celles de la grande pyramide de Chéops, dans laquelle on peut lire le destin de l’humanité…
Il développe ce thème dans Les heures d’angoisse (1931), livre de confessions qui déplurent à ce point à sa famille qu’elle en fit détruire la plupart des exemplaires.
L’œuvre de Lagrange lui inspira également en 1937 son opuscule contre Hitler : Les Germains sont des Israélites, sous-titrée Réponse scientifique à l’hypothèse aryenne de Monsieur Adolphe Hitler.
Le thème oriental est traité avec brio dans son roman Elle, venue d’Orient, précédé d’une appréciation de Camille Poupeye ainsi que dans Islam, terre de feu (Paris, 1953) et Orage sur Tunis. Ces romans témoignent « d’une remarquable lucidité sur le processus de décolonisation qui s’amorce alors ».

## Les revuesLa Momie ChanteetTribune
Jean Groffier fut également en 1933 le fondateur de la revue littéraire belge La momie chante qui devint Tribune 34, à partir du numéro 8 du 15 janvier/15 février 1934, puis Tribune après 1934, et était l'animateur de tout un cercle littéraire et artistique qui gravitait autour d'elles. On y rencontrait Lismonde, auquel Jean Groffier avait consacré un article élogieux et prometteur dans le Tribune de septembre 1934, la romancière Marie de Vivier, autrice de L'Homme pointu (allusion à André Baillon), la poétesse, graveuse et tisserande Féridah Guarini, le sculpteur Carlo Lambert, le peintre et compositeur Jean De Bremaeker, l'architecte Léon Van Dievoet, son frère le sculpteur René van Dievoet, l'avocat Raoul Vandendriessche, promoteur de la paix par le droit, le compositeur Gaston Knosp, l'avocat Jean Mallinger qui y publia une série d'articles sur le « Culte du Soleil en Orient », Iwan Paul Collette, auteur d'articles sur l'héraldique, le poète Pierre Vandendries, les peintres Didier Groffier, Marcel Hastir et Raoul Labarre, le romancier René Charles Oppitz dit J. J. Marine et d'autres hommes de lettres et artistes de l'entre-deux-guerres.

## Les autres revues
En 1965, Jean Groffier devient rédacteur en chef de la revue bilingue de poésie Message, fondée par Puzant Topalian qui en assume la direction,. Il fut également rédacteur de la revue Soleil d’Oc et contribua à diverses autres revues telles que Soleils,(qui succéda à Soleil d’Oc) et Rythmes et couleurs, » 

## Vie familiale

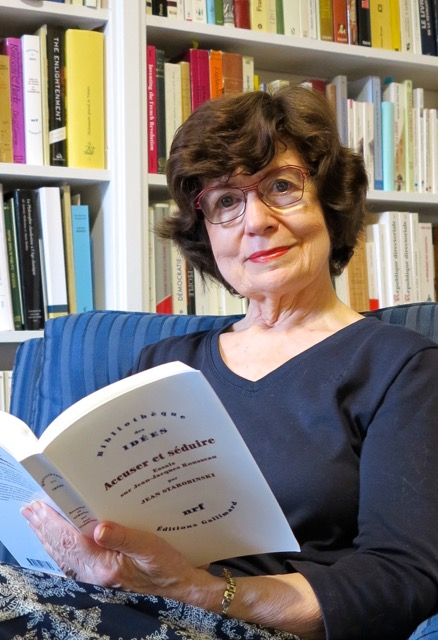
Éthel Groffier, fille de Jean Groffier.

Malgré le fait que dans Les heures d’angoisse, à la dernière page, il ait donné cette appréciation du mariage « Pour ce qui est du mariage, je l’ai déconseillé comme étant le résultat d’une attraction matérielle », ses amis reçurent un jour la petite carte suivante : « Monsieur Jean Groffier et Mademoiselle Madeleine Angenot ont l’honneur de vous annoncer que leur mariage a eu lieu le 2 mai 1934, Bruxelles ».
Ils eurent une fille, Éthel Groffier, née à Etterbeek le 13 janvier 1935, qui s’établit au Canada où elle devient professeure à l'Université McGill de Montréal, auteure de plusieurs ouvrages de droit et de lexicographie, et épouse du philosophe canadien Raymond Klibansky.
Jean Groffier et Madeleine Angenot se séparèrent au début des années 1950. Ils ne divorcèrent jamais. Jean Groffier vécut avec l’aquarelliste Edmée Radar (Etterbeek 1921 - Apt 1990) qui fut sa compagne pendant quelque trente-cinq ans. Il l’épousa en 1983, après le décès de sa première épouse.

## Publications

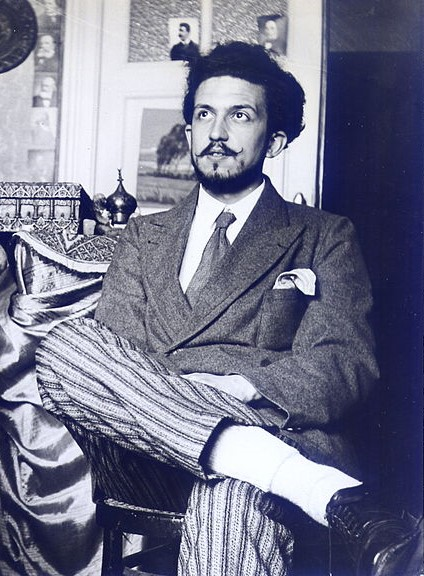
Jean Groffier chez lui au 11, rue Fontaine d'Amour à Schaerbeek.

- 1928 : Premiers parfums. Vers et prose, Bruxelles, 1928.
- 1929 : Aquarelles Orientales (Deux farces - Poèmes), Bruxelles, 1929.
- 1931 : Les Heures d'angoisse, Bruxelles, s. d.
- 1934 : À la recherche d'un bonheur, Bruxelles, Éditions Tribune, 1934. (essais)
- 1934 : « Le paysagiste Lismonde », dans : Tribune, n° 15, Bruxelles, septembre 1934.
- 1935 : Aux préorganisteurs (Manifeste), Bruxelles, Éditions Tribune, 1935.
- 1936 : "Musulmane" (roman), dans : Tribune, 31, Bruxelles, numéro d'Été, 1936, p. 5-11.
- 1936 : Les Chansons d'Ethel (poèmes en prose), illustrations de Henri Mathy, Bruxelles
- 1937 : Les Germains sont des Israélites (Réponse scientifique à l'hypothèse aryenne de Monsieur Adolphe Hitler) Manifeste, Bruxelles, Éditions Tribune, 1937.
- 1939 : Moments de vie (poésies)
- 1939 : L'Angleterre et l'Allemagne dans l'Europe de demain
- 1942 : Elle, venue d'Orient, roman, précédé d'une appréciation de Camille Poupeye, Bruxelles, Éditions Jules Wellens, s. d.
- Venenosa, roman, Bruxelles, Éditions Jules Wellens, s. d.
- 1944 : Pourquoi j'ai épousé un Chinois (roman)
- 1944 : Dunkerque 1940, (poésies), préface de Maurice Fombeure.
- 1946 : L'appel du silence (roman)
- 1946 : La leçon de cynisme
- 1946 : Le secret du pouvoir d'Hitler.
- 1947 : L'hégémonie mondiale des Anglo-Saxons en 1950
- 1948 : Pour une Palestine juive et indépendante.
- 1949 : Le Chrétien en face du message de Krishnamurti.
- 1950 : Le manifeste de la Vérité.
- 1951: Le Jeu du Diable , Bruxelles : La Renaissance du Livre, 1951
- 1951 : Orage sur Tunis (roman).
- 1953 : Islam, terre de feu roman, Paris, René Debresse, s. d. (1953)
- Au-delà de la porte (poésies), préface de J.-H. Rosny aîné.
- 1955 : France éternelle en ses visages (poésies)
- 1956 : La vie s'achève à vingt ans ( roman)
- 1959 : Derrière le mur (roman)
- 1962 : Contes et nouvelles de Provence
- 1962 : « Puzant Topalian, une personnalité arménienne », Mercure (Bruxelles), 11 août 1962.
- 1965 : « Puzant Topalian : une voix de l'Arménie, Le Jour du Monde », Synthèses  (Bruxelles), avril-mai 1965, nos  227/228, p. 489-492.
- 1965 : Onze poèmes dans un cercle d'amour.
- '1966 : 'L’Épopée de Puzant Topalian : peinture et œuvres graphiques / textes de Vahé Godel, Jean Groffier, Roger Ville… et al., Paris, Impr. Araxes, 1966.
- 1967 : « Le peintre de l'Arménie secrète : Puzant Topalian », Les Cahiers de Carrefour de Provence, no 6, Printemps 1967.
- 1969 : Nos routes sans fin (poésies)
- 1970 : Hitler dans le cabinet de réflexion
- 1973 : Ce qu'il faut savoir des étains
- 1973 : Palestine à livre ouvert
- 1976 : Chéops, pharaon du début et de la fin des temps
- 1977 : Robert Louis Stevenson : la dualité incarnée
- 1981 : Le feu ardent des Vaudois
- 1981 : Le monde des extra-terrestres dans la Bible
- 1985 : Mesures et nombres sacrés
- 1986 : Dans la Cévenne et ses contreforts
- 2023 : Mes Ardennes perdues, publié par sa fille Ethel Groffier, Librinova, 2023, ISBN numérique 979-10-405-3687-1
- Le livre d'Esaïe.
- A la recherche d'une psychologie musulmane
- Hibrahim pacha (conte).
- Esmat la Mongoloïde (conte).
- Divertissement (conte).